# Aree Wiratthaworn
Aree Wiratthaworn (Thai: อารีย์ วิรัฐถาวร, Aussprache: [aːriː wí-rát-ta-won], * 26. Februar 1980 in der Provinz Kanchanaburi, Zentralthailand) ist eine thailändische Gewichtheberin.

## Karriere
Ihren bislang größten Erfolg feierte Aree Wiratthaworn bei den Olympischen Sommerspielen 2004 in Athen, wo sie in der Gewichtsklasse bis 48 kg die Bronzemedaille mit einer Gesamtleistung 200 kg erringen konnte. Für Thailand gewann sie zudem die Bronzemedaille bei der Weltmeisterschaft 2005 in der Gewichtsklasse bis 48 kg mit 193 kg und die Silbermedaille bei der Weltmeisterschaft 2006 in der Gewichtsklasse bis 48 kg mit 188 kg.